# Stadio Domenico Monterisi
Lo stadio Domenico Monterisi già denominato Campo Littorio, è lo stadio della città di Cerignola. Vi disputa le partite interne la squadra di calcio dell'Audace Cerignola. 
Inizialmente progettato per avere una capienza di 3.000 posti, ha subito negli anni numerosi interventi d'ampliamento fino a raggiungere gli attuali 7.500 posti, viste le ambizioni e i risultati ottenuti dal Cerignola, da quando la società fu rilevata nel 2014 dalla famiglia Grieco, proprietaria del marchio Proshop.
Rispetta tutte le caratteristiche per essere considerato uno stadio di categoria UEFA 3.

## Storia
Il notevole progresso della città tra la fine degli anni venti e gli inizi degli anni trenta, richiedeva la costruzione di un campo sportivo, dotato di tutti i comfort, quali tribuna coperta, gradinata, prato, pista ciclabile e atletica, spogliatoio e muro di cinta.
L'amministrazione comunale decise di eseguire gradualmente opere sportive per risolvere il vasto problema dell'educazione fisica giovanile, concentrandole in una sola zona, la villa dei Duchi de La Rochefoucauld, compresa tra le vie Napoli, Foggia, Tomba dei Galli ed extramurale.
Il progetto fu redatto dagli ingegneri Luigi e Tobia Reitani, su disegno di Federico Antonellis, assistente tecnico del medesimo ufficio, e depositato il 15 luglio 1929. Il 27 luglio il podestà dott. Alfredo Ribaldi, deliberò di dare esecuzione allo stesso, assumendo l'onere di 260.800 lire. Il 9 ottobre 1930 sui quotidiani Il Popolo d'Italia, La Sera e L'Ambrosiano, fu pubblicato il primo avviso d'asta per la costruzione in cemento armato delle tribune e cabine di segnalazione nel campo polisportivo del Littorio. Il 23 dicembre 1930, alle ore dodici ebbe finalmente luogo la terza asta dopo che le due precedenti erano andate deserte, il podestà dichiarò definitivamente aggiudicato l'appalto dei lavori ai signori Carmine Ladogana ed Ettore Vietri. Tutti i lavori furono eseguiti e ultimati il 30 settembre 1932 con venti giorni di anticipo sul termine assegnato.

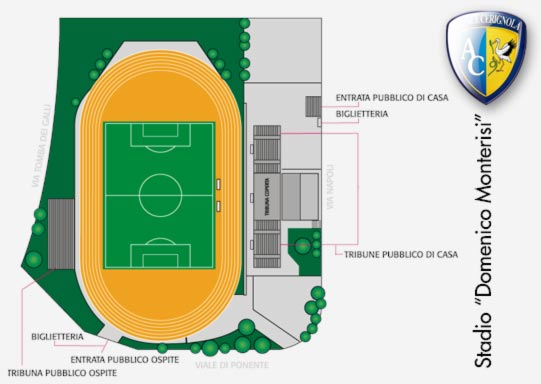
Piantina dello stadio Domenico Monterisi.

L'inaugurazione del Campo Sportivo del Littorio, prevista per il 28 ottobre 1930, fu rinviata a data da destinarsi. In quella data, nonostante i lavori non fossero ultimati, fu autorizzato lo svolgimento della partita Napoli-Bari. La partita di inaugurazione fu Foggia-Bari. Dopo la caduta del fascismo, avvenuta il 25 luglio 1943, fu cambiata la denominazione del campo ed eliminati tutti i simboli fascisti che lo ornavano.
Il campo sportivo fu intitolato al calciatore gialloazzurro Domenico Monterisi, nato a Cerignola il 5 dicembre 1920. Diventato giovinotto si impegnò come dattilografo, ma nel 1940 partì in guerra e indossò per la prima volta la divisa militare in una caserma umbra. Giocò per pochi mesi nella squadra del Perugia per poi partire per il fronte greco-albanese nel gennaio del 1941. Il 24 febbraio, dopo appena un mese, fu colpito a morte per salvare la vita di un commilitone. Per il suo sacrificio, fu decorato con Croce al valor Militare.

## Ristrutturazioni
Lo stadio è stato oggetto di restauri nell'estate del 2016, con la posa in opera di manto erboso sintetico. 
Nel corso della stagione 2016-2017 lo stadio viene dotato di un impianto di illuminazione che ha consentito l'utilizzo in notturna dell'impianto.
A seguito della promozione del Cerignola in Serie D, lo stadio viene dotato di sky box, una nuova tribuna stampa, un settore ospiti provvisorio da 200 posti e, inoltre viene ampliata la gradinata "prato" con una tribuna da 600 posti.
Nell'estate 2018 iniziano nuovi lavori di ristrutturazione per l'omologazione al campionato di Serie C, che prevedono il totale rinnovamento degli spogliatoi, l'ampliamento e l'avvicinamento della Tribuna Centrale al campo da gioco, che conterà 2000 posti con seggiolini, l’ampliamento dell'area parcheggi, il posizionamento di rampe e corridoi per l’accesso diretto alla Tribuna Centrale, la rimozione della pista d'atletica ormai malridotta e inutilizzata, l'interramento delle panchine, la costruzione della Curva Nord adiacente al campo attualmente dedicata ai tifosi ospiti con una capienza di 600 posti circa, la costruzione della Curva Sud dedicata alla tifoseria di casa che potrà contenere circa 1000 spettatori. È stata anche costruita una palestra per i calciatori all’interno della tribuna.   
L’estate successiva viene invece sostituito il manto erboso in sintetico con uno delle dimensioni di 105 × 68 m certificato Fifa Quality Pro, omologabile fino al campionato di Serie B e fino al terzo turno di playoff di Europa League. Viene inoltre potenziato l'impianto d'illuminazione raddoppiandone la potenza dai 600 lumen fino agli attuali 1200. I lavori sono stati ultimati a Luglio 2019. 
Lo scioglimento, avvenuto nel novembre 2019, dell’amministrazione comunale della città impedisce attualmente il completamento dell’ultima tranche di lavori, che prevedeva il definitivo ampliamento dello stadio, con la demolizione della gradinata e la ricostruzione della stessa avvicinata al campo da gioco, permettendo così la chiusura dell’anello con le due curve. La capienza totale sarebbe dovuta essere di circa 10.000 posti.
A seguito della promozione del Cerignola in Serie C, il comune ha stanziato la somma di € 150.000,00 per ulteriori interventi di ristrutturazione: gli interventi riguarderanno l’impermeabilizzazione delle tribune laterali, la sostituzione di 1110 sediolini della tribuna sprovvisti di schienale, l'adeguamento del campo di gioco, l'adeguamento elettronico degli impianti dello stadio (dalla tribuna stampa alla filodiffusione) ed il posizionamento dei ledwall a bordo campo.
A giugno 2024 sono partiti i lavori per la sostituzione del manto erboso artificiale, il posizionamento delle reti anti-petardo a ridosso del settore ospiti e l’allargamento delle panchine come da predisposizioni della Lega Pro, per un investimento complessivo di € 650.000,00.